# Werth (Stolberg)
Werth ist seit 1972 ein nördlicher Stadtteil von Stolberg (Rhld.) in der Städteregion Aachen mit ca. 1.048 Einwohnern (Stand 2017).

## Geographie
Werth liegt in einer waldlosen Hanglage am Kaltenbornbach. Stolberger Nachbarstadtteile sind Gressenich im Südosten, Mausbach im Süden und der Donnerberg mit dem Ortsteil Duffenter im Westen. Im Norden liegt der Eschweiler Stadtteil Hastenrath.

## Geschichte

### Ortsgeschichte
Im 16. Jahrhundert liegt der Ort im Amt Wilhelmstein. Bis 1794 gehörte das Gebiet von Werth zu Nothberg. Von 1794 bis 1815 ist Werth zusammen mit Krewinkel, Mausbach und Vicht ein Ort in der Mairie Gressenich im Kanton Eschweiler im Département de la Roer. 1816 kommt es mit der Bürgermeisterei Gressenich an den preußischen Landkreis Aachen. Der Ort bildete sich erst richtig im 19. Jahrhundert, als Fuhrleute hier rasteten, während sie Kohlen aus Eschweiler zur Erzgrube Diepenlinchen beförderten. Die Hastenrather Seite des Ortes kommt 1932 zu Gressenich. Am 1. Januar 1972 kommt Werth zusammen mit der restlichen Gemeinde Gressenich zu Stolberg. Diese hat sich strikt im Vorfeld gegen eine Abtretung des nahe bei Hastenrath und Scherpenseel liegenden und mit der Eschweiler Kanalisation verbundenen Ortes Werth an Eschweiler verwehrt.
Von 1808 an gehörte Werth zum Bereich des Friedensgerichts und später Amtsgerichts Eschweiler, später zum Amtsgericht Stolberg und seit 1972 wieder zum Amtsgericht Eschweiler.

### Ortsname
Die Herkunft des Ortsnamens ist nicht endgültig geklärt. In der Beschreibung des „Wiltbants“ aus dem 13. Jh. wird eine Lokalität „heren Wynrichs Stertt“ genannt, womit Werth in Verbindung gebracht wird. Ein Reiterstandbild an einem Seitenfenster der alten Gressenicher Kirche zeigt den Reitergeneral Jan van Werth, weitere Nahrung erhalten diese Spekulationen durch die Nachricht von einem Grabstein, der 1806 als Eckstein der Gressenicher Kirche vermauert worden sein soll und dessen Inschrift u. a. gelautet haben soll: Geboren in dem nahen Werth, sein Leichnam ruht in fremder Erd.

## Religion

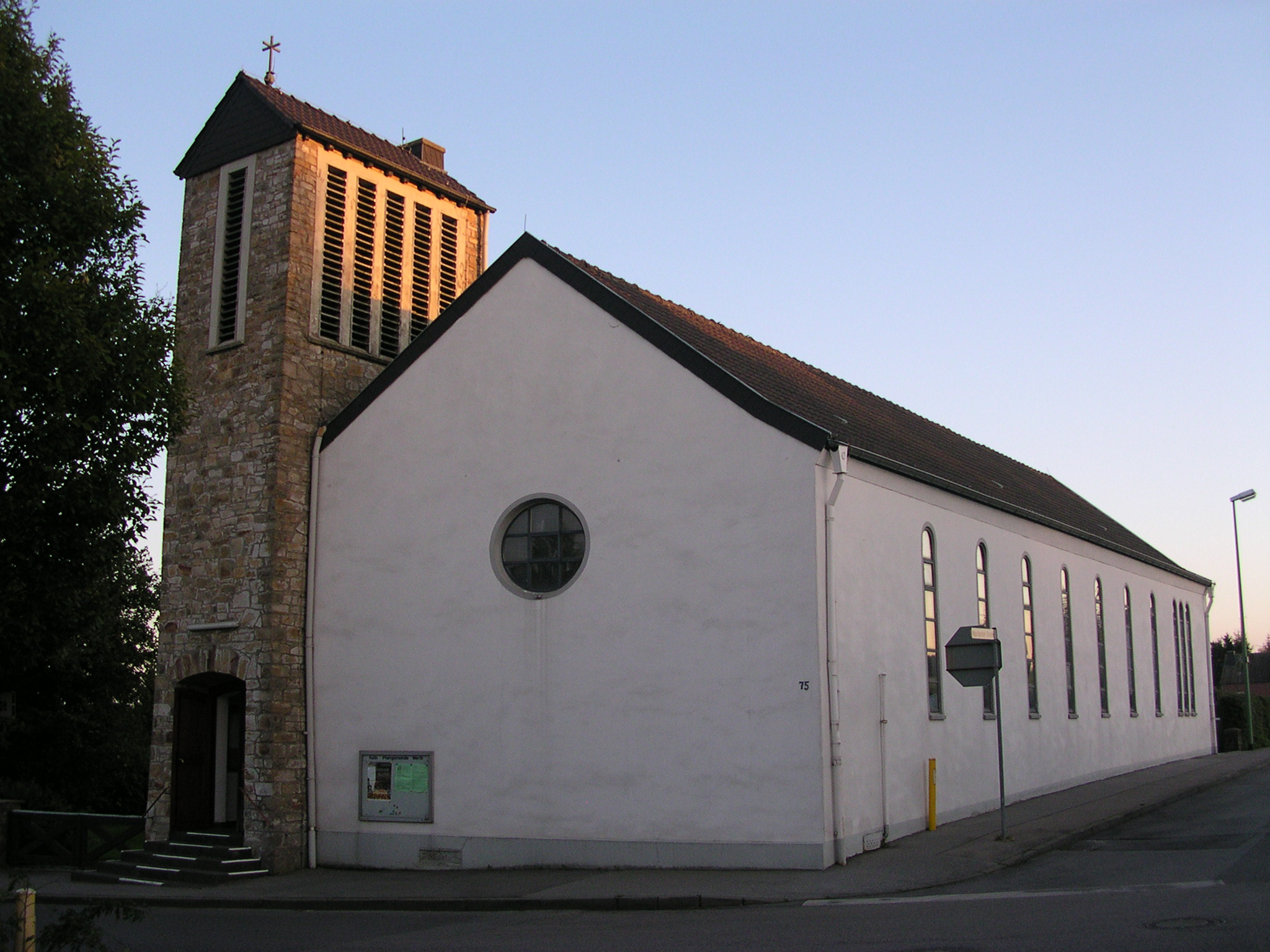
Pfarrkirche St. Josef

Bis 1916 gehörte Werth zur Pfarre Gressenich, die neue Kapellengemeinde erhielt im März 1918 eine Notkirche in einem ehemaligen Tanzsaal (scherzhaft „Stall von Bethlehem“ genannt) und 1927 einen eigenen Geistlichen. Die heutige Kirche St. Josef wurde 1949 anstelle der 1944 zerstörten Notkirche errichtet. Am 1. Januar 1953 wurde Werth eine selbstständige Pfarrgemeinde.

## Sehenswürdigkeiten
Die Kalkfelsen „Römerstein“ am Hitzberg in der Nähe des Steinbruchs Vygen sind als Naturdenkmal geschützt. Bei Werth liegt das Naturschutzgebiet Werther Heide.

## Verkehr
Die Werther Ortsstraße erstreckt sich in westöstlicher Richtung. Der Ort liegt im Knie von K 6 (vom Donnerberg) und L 11 (von Gressenich kommend), die in Hastenrath zusammentreffen. Die nächste Autobahnanschlussstelle ist „Eschweiler-Ost“ auf der A 4. Mehrere Buslinien verbinden Werth mit Gressenich, Mausbach, Vicht, Breinig, Dorff, Stolberg-Mitte, Hastenrath, Bergrath und Eschweiler-Mitte.
Die AVV-Buslinien 1 und EW3 der ASEAG verbinden Werth mit Stolberg-Mitte, Gressenich, Aachen und Eschweiler.
| Linie | Verlauf |
| ----- | --- |
| 1     | Uniklinik – Westbahnhof – Ponttor – Aachen Bushof – Ludwig Forum – Talbot – Haaren – Verlautenheide – Atsch – Stolberg Mühlener Bf – Stolberg Altstadt – Binsfeldhammer – Bernardshammer – Vicht – Fleuth – Mausbach – Diepenlinchen – Werth – Gressenich – Schevenhütte |
| EW3   | Eschweiler Bushof – Rathaus – Bergrath – Nothberg Knippmühle – Bohl – Volkenrath – Hastenrath – Scherpenseel – Werth Brunnenweg |

## Vereine
- KG Adler Werth 1968/09 e. V.
- SG Stolberg 1919/09 (Fusion aus SV Gressenich und FC Adler Werth)
- Maijungen Werth e. V.
- HSV MV Stolberg-Werth 1982 e. V.